# Diclidia spinea
Diclidia spinea är en skalbaggsart som beskrevs av Liljeblad 1945. Diclidia spinea ingår i släktet Diclidia och familjen ristbaggar. Inga underarter finns listade i Catalogue of Life.